# 上海书城

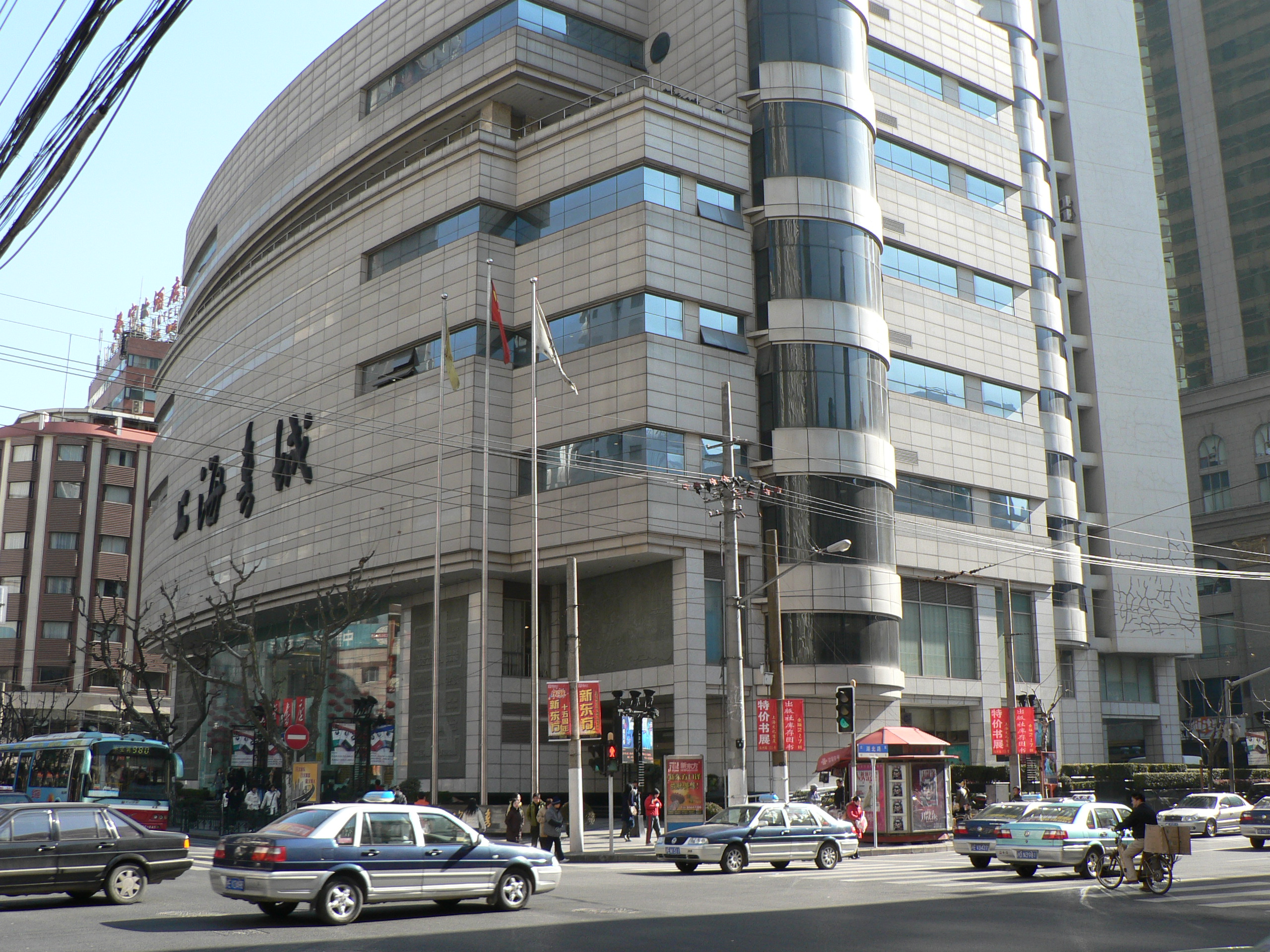
上海书城（2009年）

上海书城是上海新华传媒股份有限公司旗下的图书销售连锁品牌，其规模较之上海普通的新华书店要大得多。同时也特指上海书城总店，位于上海福州路465号。
同时，上海书城还在中山公园等商圈开设了诸多分店。

## 历史与发展
- 上海书城总店于1998年12月30日开始营业，是当时上海最大的书店。开业初期需购票入场，也吸引南京、苏州、杭州等周边城市的民众入场。
- 2002年，离总店最近的新华书店南京东路分店被更名为上海书城南京东路店（简称上海书城南东店）。
- 2008年4月，由于南京东路进行商铺改造，上海书城南东店进行歇业调整。
- 2021年12月12日起，上海书城福州路店闭店重装[1]。闭店修缮期间将在浦东新区东方路796号九六广场下沉式广场上开辟过渡区域，供读者提供购书、阅读的服务[2]。2023年10月28日，上海书城福州路店恢复开放。[3]

## 下属分店
上海书城除了总店以外，大部分都是由上海几家经营规模较大的新华书店更名而来，目前上海书城有如下几家分店：
- 上海书城总店（福州路465号）
- 上海书城科图店（河南中路221号,现已倒闭)
- 上海书城淮海店（淮海中路淮海中路627号。)
- 上海书城长宁店（长宁路1057号）
- 上海书城曹杨店（枣阳路107号）
- 上海书城鞍山店（鞍山路20号）
- 上海书城五角场店（国宾路58号2楼）
- 上海东方书城（商城路660号）

## 争议
2021年至2023年改造中，福州路总店的设计布局发生很大变化，但不少读者认为新设计实用性较差，一楼的书山不仅利用率低下，视觉效果也很逼仄；新设计的布局混乱导致室内拥挤，高书架的上层也很难够到。周边居民亦投诉外墙的夜间照明过亮。对此总设计师俞挺表示，一楼的书山“只是用来展示最新的书”，室内布局系有意做窄以营造人多的氛围，高书架主要用于存书。至于照明亮度俞挺表示“符合规范”。